# ناکانو سیگو
ناکانو سیگو (به ژاپنی: 中野 正剛, Nakano Seigō); ۱۲ فوریهٔ ۱۸۸۶ – ۲۷ اکتبر ۱۹۴۳) سیاستمدار، و روزنامه‌نگار اهل ژاپن بود.